# Cyphotilapia gibberosa
Espèce
Cyphotilapia gibberosa, le Cypho à tête noire ou  Cypho à cinq barres[réf. nécessaire], est une espèce de poissons d'eau douce de la famille des Cichlidae.

## Répartition
Cyphotilapia gibberosa est endémique du lac Tanganyika en Afrique de l'Est comme C. frontosa. On le trouve dans la moitié sud de ce lac, tandis que C. frontosa habite la moitié nord. Le spécimen type de C. gibberosa a été capturé à une profondeur de 34 m et de grands bancs se trouvent à 30 - 40 m ou plus profondément.

## Description
Cyphotilapia gibberosa peut mesurer jusqu'à 21 cm, queue non comprise. Ce poisson est une espèce à incubation buccale.

## Systématique
Le nom valide complet (avec auteur) de ce taxon est Cyphotilapia gibberosa Takahashi (d) & Nakaya, 2003.
Originaire du lac Tanganyika, ce poisson a été décrit près de 100 ans après son congénère, C. frontosa. 

### Publication originale
- (en) Tetsumi Takahashi et Kazuhiro Nakaya, « New species of Cyphotilapia (Perciformes: Cichlidae) from Lake Tanganyika, Africa », Copeia, États-Unis, vol. 2003, no 4,‎ 2003, p. 824-832 (ISSN 0045-8511, e-ISSN 1938-5110, DOI 10.1643/IA03-148.1).